# إسلام زكي
إسلام زكي ملحن وموزع ومطرب مصري، مواليد مدينة القاهره (19 يوليو 1987) 

## سيرته الذاتية
ولد إسلام زكي في مدينة القاهرة لأسرة مصرية، تخرج من كلية «علوم الكومبيوتر»، حيث كان مصممًا للجرافيك، يقوم بتصميم ألعاب الـ"3D"، واستمر لمدة 4 سنوات بعد الدراسة، ظهر حب إسلام للموسيقى والغناء منذ الصغر بعزفه على البيانو واحترافة في مراحل الدراسة حتى بدأ التلحين في فترة الجامعة وتعرف على الفنان سامو زين التي كانت البدايتة معه بأغنية لأنك معايا، ديما.

## التلحين

### بداية رحلته الفنية
كانت الموسيقى والغناء بالنسبة لإسلام ليست أكثر من ألة «بيانو» موجوده في منزله يقوم بالعزف عليه عندما يريد، وبالصدفة بين زملائه في المدرسة قام بالتفكير كيف يقوم الملحن بجمع الكلمات وتلحينها، هذه كانت البداية في التفكير الي توجهه الي مجال التلحين عبر مشوار فنى قصير، كان محفوفًا بالتعب، والتحضير، والمثابرة، استطاع أن يصل إلى قلب الجمهور والفنانين بألحانه القوية وموهبته المختلفة، أثبت نجاحه مع كبار النجوم، حافظ على ثقة جمهوره، بخطواته وأعماله الفنية المتألقة.
- تامر حسني

| الرقم | اسم الأغنية | الملحن    |
| ----- | ----------- | --------- |
| 1     | حد شبهه     | إسلام زكي |
| 2     | قد الفُراق   | إسلام زكي |
| 3     | حياتنا      | إسلام زكي |

- عمرو دياب

| الرقم | اسم الأغنية         | الملحن    |
| ----- | ------------------- | --------- |
| 1     | فوق من اللي انت فيه | إسلام زكي |
| 2     | ساعة الفراق         | إسلام زكي |
| 3     | أنا مش أناني        | إسلام زكي |
| 4     | ايوه اتغيرت         | إسلام زكي |
| 5     | راجع                | إسلام زكي |
| 6     | عكس بعض             | إسلام زكي |
| 7     | وعدتك               | إسلام زكي |
| 8     | عايز أعمل زيك       | إسلام زكي |

ساموزين
| الرقم | اسم الاغنية      | الملحن    |
| ----- | ---------------- | --------- |
| 1     | لأنك معايا       | إسلام زكي |
| 2     | ديما             | إسلام زكي |
| 3     | فارس احلامك      | إسلام زكي |
| 4     | حلمت بيكي        | إسلام زكي |
| 5     | انا مستعد        | إسلام زكي |
| 6     | محبتنيش          | إسلام زكي |
| 7     | الله وماشاء الله | إسلام زكي |
| 8     | أناني            | إسلام زكي |
| 9     | في عشقك          | إسلام زكي |
| 10    | هتعرف            | إسلام زكي |
| 11    | أنا عبدك         | إسلام زكي |

هيفاء وهبي
- فرحانة

مينا عطا، رنا سماحة
- عيش حياتك

كارول سماحة
- ما بنتحملش بعض

طاهرة حميمش
- نسيتنى
- يوم مافترقنا [9]

### يوسف عرفات
- مع السلامة

تامر عاشور
- أنا راجع

## أعماله الفنية

### أغاني منفرده
- زعلان يا بلدي
- اميرة في قلبي
- خايف لو قابلتة
- انا مسامح
- حب من طرف واحد

## أفلام مستقلة
- فيلم المجني عليها
- فيلم المرسي أبو العباس

## الجوائز
- أفضل ملحن 2014 في مهرجان القنوات الفضائية